# Schismatoglottis tahubangensis
Schismatoglottis tahubangensis är en kallaväxtart som beskrevs av Alistair Hay och Hersc. Schismatoglottis tahubangensis ingår i släktet Schismatoglottis och familjen kallaväxter. Inga underarter finns listade.